# Pokémon the Movie: Genesect and the Legend Awakened
Pokémon the Movie: Genesect and the Legend Awakened, originalmente lançado no Japão como Pocket Monsters Best Wishes! O Filme: Extrema Velocidade de Genesect e o Desperta de Mewtwo (劇場版ポケットモンスター ベストウイッシュ 神速のゲノセクト ミュウツー覚醒, Gekijōban Poketto Monsutā Besuto Uisshu! Shinsoku no Genosekuto – Myūtsū Kakusei), é o décimo sexto filme baseado no anime Pokémon e o terceiro filme da série Pokémon Black & White. Este filme é estrelado pelos Pokémons lendários: Genesect e Mewtwo (com uma nova forma do Mewtwo, o Mega Mewtwo), e foi originalmente exibido em 13 de julho de 2013 nos cinemas japoneses  juntamente com o curta "Pikachu Short Pikachu and Eevee Friends", que é protagonizado por Sylveon e outras evoluções de Eevee. O filme chegou aos Estados Unidos no dia 19 de outubro de 2013 no Cartoon Network. Em Portugal, o filme estreou no canal Biggs no dia 20 de abril de 2014 às 17h30. No Brasil, o filme estreou no dia 30 de maio de 2014, no Cartoon Network. O Mewtwo deste filme não é o mesmo que conheceu Ash no primeiro filme (Mewtwo Contra-Ataca).
No Japão, o filme possui um prólogo em forma de especial de TV, que estreou no dia 11 de julho de 2013 no canal TV Tokyo, chamado Mewtwo: The Prologue to Awakening. Sendo o décimo segundo especial, ele é estrelado por Eevee e suas evoluções e Virgílio com sua equipe de resgate Pokémon, além de novos personagens. Na história eles encontram Mewtwo ferido e dizem como Mewtwo pode comprar estas novas formas.

## Sinopse
A história começa quando o Exército de Genesect escapa das instalações da Equipe Plasma com a intenção de chegar à sua casa. No entanto, devido à falta de visão e confusão sobre a sua localização, eles são incapazes de distinguir estruturas altas e objetos dos pilares de pedra do seu país, o que os leva a desencadear o caos. Sem nenhum detalhe, o exército de Genesect chega à cidade de Nova Tork e inicia uma batalha contra Ash, Pikachu, Iris, Axew e Cilan. Enquanto Ash e companhia tentam defender Pokémon Hills, Genesect os ataca para derrubá-los, quando inesperadamente surge Mewtwo para detê-lo se transformando em sua nova forma.[carece de fontes?]

## Personagens
- Ash Ketchum
- Pikachu
- Iris
- Dent/Cilan
- Mewtwo
- Genesect
- Axew
- Eric

## Elenco de dublagem

### Personagens
| Personagem            | Seiyūs (Japoneses) | Dubladores (Americanos) | Dubladores (Brasileiros) | Dobradores (Portugueses) |
| --------------------- | ------------------ | ----------------------- | ------------------------ | ------------------------ |
| Satoshi/Ash           | Rica Matsumoto     | Sarah Natochenny        | Fábio Lucindo            | Raquel Rosmaninho        |
| Pikachu               | Ikue Ohtani        | Ikue Ohtani             | Ikue Ohtani              | Ikue Ohtani              |
| Iris                  | Aoi Yūki           | Eileen Stevens          | Agatha Paulita           | Isabel Queirós           |
| Dent/Cilan            | Mamoru Miyano      | Jason Griffith          | Alex Minei               | Pedro Manana             |
| Musashi/Jessie        | Megumi Hayashibara | Michele Knotz           | Isabel Cristina de Sá    | Raquel Rosmaninho        |
| Kojirō/James          | Shin-ichiro Miki   | Carter Cathcart         | Márcio Araújo            | Pedro Mendonça           |
| Nyarth/Meowth         | Inuko Inuyama      | Carter Cathcart         | Armando Tiraboschi       | Mário Santos             |
| Narrador              | Unshō Ishizuka     | Ken Gates               | Fábio Moura              | Mário Santos             |
| Mewtwo                | Reiko Takashima    | Miriam Pultro           | Cecília Lemes            | Teresa Arcanjo           |
| Herick                |                    |                         | Marco Aurélio Campos     |                          |
| Genesect Kids/Criança |                    |                         | Vinny Takahashi          |                          |

### Versão Brasileira
Dublagem realizada por Centauro Comunicaciones em cooperação com SDI Media.
- Produtor Executivo: Kenji Okubo
- Produtor: Gareth Howells
- Produtor de localização: Eric Heath
- Supervisor de produção: Hilary Thomas
- Coordenador de localização: Jay Blake
- Produção: Centauro Comunicaciones
- Produção Assistente: Antonio Figueiredo e Andrea Nieto
- Supervisor de Som: Danilo Battistini
- Direção de dublagem: Márcia Regina
- Tradução: Elaine Pagano
- Adaptação: Márcia Regina e Danilo Battistini
- Mixagem: SDI Media Poland
- Edição: SDI Media Poland
- Timing: Danilo Battistini
- Versão brasileira de "Always you and me" (Sempre eu e você)
- Performance: Iuri Stocco e Tarsila Amorim
- Letra: Pedro Sangali
- Versão brasileira de "Come Back home" (Vamos para casa)
- Performance: Tarsila Amorim
- Letra: Pedro Sangali

### Versão Portuguesa
Dobragem realizada pela Cinemágica Ltda. em colaboração com SDI Media
- Produtor Executivo: Kenji Okubo
- Produtor: Toshifumi Yoshida
- Linha de Produção: Gareth Howells
- Supervisor de Produção: Donaven Brines
- Produtor de Locação: Eric Heath
- Coordenador de Locação: Jay Blake
- Design do Logo do Filme: Eric Medalle, John Moore
- Produção: Cinemágica Ltda.
- Assistentes de Produção: Amélia Almeida, Beni Castiñeira, Paweł Przedlacki
- Supervisor de Som: Elisabete Pinto
- Direção de Vozes/ADR Engenharia: Zélia Santos, Gil Russa
- Mix: SDI Media Poland
- Edição de Vídeo Online: Mateusz Woźnicka, Marcin Hendiger
- Título de Sequência da Animação: Mateusz Woźnicka, Marcin Hendiger
- Adaptação do Script: Carla Pinho
- Tradução do Script: Carla Pinho
- Cronometragem do Script: Amélia Almeida
- Versão portuguesa de "Always You And Me", Letras de: João Guimarães
- Performado por: Ana Queirós, Tiago Garrinhas
- Versão portuguesa de "We're Coming Home", Letras de: João Guimarães
- Performado por: Sara Lima

## Histórico de lançamento
| País           | Data de lançamento    |
| -------------- | --------------------- |
| Japão          | 13 de julho de 2013   |
| Estados Unidos | 19 de outubro de 2013 |
| Portugal       | 20 de abril de 2014   |
| Brasil         | 30 de maio de 2014    |